# 訃報 1988年10月
訃報 1988年10月（ふほう 1988ねん10がつ）では、1988年（昭和63年）10月中に物故した、又は物故が報じられた人物についてまとめる。

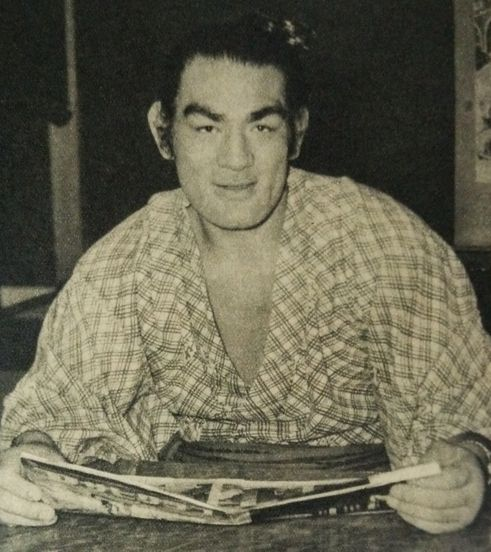
三代目朝潮太郎 / 10月23日没

## （1日 - 15日）
- 10月2日 - 伊能芳雄、長野県知事・群馬県知事・参議院議員（* 1898年）
- 10月2日 - アレック・イシゴニス、自動車技術者（* 1906年）
- 10月9日 - 山川千秋、フジテレビ報道キャスター（* 1933年）
- 10月13日 - 麻生薫、元宝塚歌劇団男役（* 1947年）
- 10月13日 - 田名網英二、プロ野球選手（* 1924年）
- 10月13日 - メルヴィン・フランク、脚本家、映画プロデューサー、映画監督（* 1913年）
- 10月15日 - カイホスルー・シャプルジ・ソラブジ、作曲家・ピアニスト・評論家（* 1892年）

## （16日 - 31日）
- 10月18日 - フレデリック・アシュトン、バレエダンサー・振付師（* 1904年）
- 10月19日 - サン・ハウス、ブルース・ミュージシャン（* 1902年）
- 10月23日 - 朝潮太郎 (3代)、大相撲第46代横綱（* 1929年）
- 10月23日 - 玉ノ海梅吉、大相撲の力士・元関脇（* 1912年）
- 10月25日 - 市川学、大相撲の力士（* 1972年）
- 10月25日 - エリック・ラーソン - アニメーター（* 1905年）
- 10月26日 - 綾小路絃三郎、俳優（* 1911年）